# Mezőújfalu
Mezőújfalu (románul: Vaideiu) falu Romániában, Maros megyében.

## Története
Marosugra község része. A trianoni békeszerződésig Kis-Küküllő vármegye Radnóti járásához tartozott.

## Népessége
2002-ben 172 lakosa volt, ebből 167 román és 5 cigány nemzetiségű.

## Vallások
A falu lakói közül 145-en ortodox, 5-en görögkatolikus, 22-an adventista hitűek.